# Lista de municípios de Morelos
O Estado de Morelos é uma das 31 entidades federativas do México e se localiza no centro do território nacional. Políticamente se divide em 33 municípios: 
- Amacuzac
- Atlatlahucan
- Axochiapan
- Ayala
- Coatlán del Río
- Cuautla
- Cuernavaca (capital)
- Emiliano Zapata
- Huitzilac
- Jantetelco
- Jiutepec
- Jojutla
- Jonacatepec
- Mazatepec
- Miacatlán
- Ocuituco
- Puente de Ixtla
- Temixco
- Temoac
- Tepalcingo
- Tepoztlán
- Tetecala
- Tetela del Volcán
- Tlalnepantla
- Tlaltizapán
- Tlaquiltenango
- Tlayacapan
- Totolapan
- Xochitepec
- Yautepec
- Yecapixtla
- Zacatepec
- Zacualpan.